# 日赫林
日赫林是波蘭的城鎮，位於該國中部，距離首府羅茲50公里，由羅茲省負責管轄，面積8.69平方公里，2006年人口8,880。在第二次瓜分波蘭中，該鎮在1793年被納入普魯士王國管治範圍。

## 外部連結
- （波兰語） Official town webpage （页面存档备份，存于）
- （希伯来文） Lehav Eish （页面存档备份，存于）

52°14′43″N 19°37′25″E / 52.24528°N 19.62361°E